# Ingeborg Holck

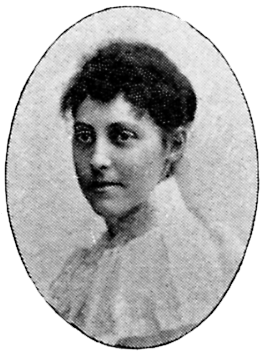
Ingeborg Maria Cornelia Holck.

Ingeborg Maria Cornelia Holck, född 27 januari 1862 i Lund, död 1938 i Wiesbaden i Tyskland, var en svensk konstnär som lärde ut och arbetade med hantverk inom textil, keramik, läderplastik, måleri och snickeri. Hon var syster till Helene Holck.

## Uppväxt
Ingeborg Holck var dotter till rektor Gustaf Andersson och Mary Helena Lindberg. Paret gifte sig i Göteborg 1860. Två år senare föddes Ingeborg, och året efter föddes hennes syster Helene. 1864 avled fadern Gustaf i cancer. Efternamnet Holck tog systrarna från äldre generationer tillbaka av släkt på faders sida. Syskonen växte upp i Lund och flyttade därifrån efter 1879 för studier och arbete till bland annat Stockholm och Göteborg. De vistades också kortare tider utomlands för olika ändamål. Efter 1903 återvände systrarna till Lund.

## Utbildning
Ingeborg Holck var elev på Konstakademien (kungliga akademien för de fria konsterna) i Stockholm 1883–1888 och fortsatte därefter sina studier på Les Gobelins i Paris och senare i London. Hon studerade också mönsterritning, måleri av keramik och porslin, akvarellkonst men hade en tydligare inriktning mot textilhantverk än vad Helene Holck hade.

## Yrkesliv
Ingeborg Holck deltog i utställningar för Konstföreningen för södra Sverige 1888–1889, sammantaget för utställningar i Stockholm, Göteborg, Vadstena, Helsingborg, Karlstad och Jönköping med flera. Hon presenterade arbeten som egna akvareller, mönsterritningar, bonader och textilkonst. 1902 var hon representerad med en väggbonad för Nordiska museets utställning ”Vävda tapeter”.

## Engagemang och donationer
När de båda systrarna återvände till Lund 1903 engagerade de sig i den Kulturhistoriska föreningen för Södra Sverige. De visade ett upp ett brinnande intresse för att främja konstslöjden och speciellt uppmärksamma kvinnans deltagande i den. De startade en fond i sitt namn, ”Helene och Ingeborg Holcks fond” som skulle användas för Konsthögskolan till stipendier för kvinnliga elever. Ingeborg Holck testamenterade också 5 000 kronor att tillfalla Kulturhistoriska föreningen med önskemål att användas för dess vävskola.
Förutom de pengar som donerades överlämnades också en större samling föremål till Kulturen i Lund .Göteborgs Stadsmuseum fick också mottaga diverse föremål av systrarna Holck till sina samlingar, i form av dräkter, vävnader, keramik med mera Det donerades en del föremål under systrarnas levnadstid , men den större samlingen kom efter 1939 från dödsboet i Lund. Föremålen är dels egengjort hantverk, interiörer från deras bohag (ärvt eller förvärvat), men också andra föremål som till exempel skulpturer med religionshistoriskt värde som Ingeborg Holck samlat in och köpt under sina resor till Bali, Tibet, Indien och Kina. 
Ingeborg Holck avled under en av sina resor i staden Wiesbaden.